# Frank Fielding
Francis David „Frank“ Fielding (* 4. April 1988 in Blackburn, North West England) ist ein englischer Fußballtorwart, der bei Stoke City unter Vertrag steht.

## Vereinskarriere

### Blackburn Rovers
Der aus der eigenen Jugend des Vereins stammende Frank Fielding blieb in der Profimannschaft der Blackburn Rovers zwischen 2007 und 2011 ohne Ligaspieleinsatz. Die überwiegende Zeit verbrachte er auf Leihbasis bei unterklassigen Vereinen, wo er Spielpraxis sammeln konnte.

### Derby County
Nachdem er bereits in der Football League Championship 2010/11 auf Leihbasis für Derby County agiert hatte, verpflichtete ihn der Verein aus Derby für die neue Saison auf fester Vertragsbasis. Am 9. Mai 2011 unterzeichnete Fielding einen Dreijahresvertrag beim Zweitligisten.

### Bristol City
Gut zwei Jahre später wechselte Fielding zu Bristol City, das kurz zuvor in die dritte Liga abgestiegen war. Er war in der Saison 2014/15 mit 46 Ligaeinsätzen Stammtorhüter in der Mannschaft, der die Rückkehr in die Zweitklassigkeit gelang. Dort verbrachte Fielding vier weitere Jahre, bevor er im Juni 2019 freigestellt wurde und beim Zweitligakonkurrenten FC Millwall anheuerte.

### FC Millwall
Bei seinem Debüt für Millwall am 3. August 2019 verletzte sich Fielding in der ersten Halbzeit und musste vorzeitig ausgewechselt werden.

## Englische Nationalmannschaft
Nach zwei Einsätzen in der englischen U-19-Auswahlmannschaft, debütierte Frank Fielding am 18. November 2008 in der englischen U-21-Nationalmannschaft. Am 10. August 2010 wurde er für das Freundschaftsspiel gegen Ungarn erstmals in den A-Kader von England berufen, da Trainer Fabio Capello auf einige Torhüter verzichten musste. Höhepunkt seiner Juniorenlaufbahn war die Teilnahme an der U-21-Fußball-Europameisterschaft 2011 in Dänemark. Fielding bestritt in der von Stuart Pearce trainierten Mannschaft alle drei Vorrundenspiele, musste jedoch nach dem vorzeitigen Ausscheiden früh die Heimreise antreten.